# Botanická nomenklatura
Botanická nomenklatura označuje názvosloví rostlin a řídí se mezinárodně uznávanými pravidly. Základem botanické nomenklatury je biologická nomenklatura, jejíž základy vytvořil Carl Linné. Botanická nomenklatura je nezávislá na zoologické a bakteriologické.

## Kód pro plané rostliny
Mezinárodní kód nomenklatury řas, hub a rostlin je celosvětově platný a závazný systém pro tvorbu a publikování jmen taxonů rostlin a hub. Každých 6 let vychází nová verze, platná je vždy ta nejaktuálnější. Použití jmen taxonů se určuje pomocí nomenklatorických typů. Pojmenování taxonů je založeno na prioritě publikace, platí nejstarší platně publikované jméno. Každý taxon v určitém vymezení, postavení a hierarchické úrovni může mít jen jedno jméno – nejstarší, které je v souladu s pravidly (výjimky ve zvláštních případech – konzervace). Za počátek „starting point“ botanické nomenklatury se považuje Linného dílo Species plantarum z roku 1753, jména rostlin publikovaná před tímto dílem se neberou v úvahu. Pro mechy je jako „starting point“ stanoveno Hedwigovo dílo Species muscorum frondosorum z roku 1801. Vědecká jména jsou považována za latinská bez ohledu na jejich jazykový původ. Objeví-li botanik nový druh, popíše jej v některém vědeckém časopise, stanoví mu jméno a typovou položku. Popis obsahuje tzv. diagnózu nebo odkaz na ni: uvedení hlavních diagnostických znaků, ideálně odlišení od nejpodobnějších známých taxonů. Musí být jedinečná, psaná latinsky mezi 1.1.1935 a 31.12.2011, latinsky nebo anglicky od 1.1.2012. Zjistí-li se časem, že se vědec zmýlil a popsal již známý druh, provede se synonymizace a platí starší jméno. Zajímavostí je, že v současnosti není dovoleno pojmenovat rostlinu po sobě, ale lze ji pojmenovat po jiném kolegovi.

## Kód pro pojmenování kulturních rostlin
Mezinárodní kód nomenklatury kulturních rostlin – International code of Nomenclature of Cultivated Plants (ICNCP) – určuje pravidla tvorby jmen cultonů – skupin kultivarů, linií křížení a kultivarů pěstovaných zemědělských plodin a okrasných rostlin. Kód spravuje International Society for Horticultural Science (ISHS).

## Taxonomické jednotky
říše (regnum) – podříše (subregnum) – kmen (phylum) – podkmen (subphylum) – oddělení (divisio) – pododdělení (subdivisio) – třída (Classis) – podtřída (subclassis) – řád (ordo) – podřád (subordo) – čeleď (familia) – podčeleď (subfamilia) – skupina (tribus) – podskupina (skupinka, subtribus) – rod (genus) – sekce (část, sectio) – podsekce (částka, subsectio) – druh (species) – poddruh (subspecies) – odrůda (varieta – varietas) – pododrůda (subvarietas) – forma (tvar, forma) – podtvar (subforma) – lusus